# 马克·阿斯特利
马克·阿斯特利（英語：Mark Astley，1969年3月30日—），加拿大男子冰球运动员，场上位置是后卫。他曾代表加拿大国家队参加1994年冬季奥林匹克运动会冰球比赛，获得一枚银牌。